# قصر إبراهيم
قصر إبراهيم هو قصرٌ تاريخي وأحد آثار الأحساء بالمنطقة الشرقية في السعودية. يقع شمال حي الكوت حيث كان المقر الرئيس لحامية الدولة العثمانية في محافظة الأحساء في الهفوف التابعة للبصرة آنذاك. سيطر عليه الملك عبد العزيز آل سعود ليلة الخامس من جمادى الأولى 1331 هـ المُوافق 13 إبريل، 1913م أثناء ضمه للأحساء.
بدأ بناء القصر مع مسجد القُبَّة عام 963هـ المُوَافق 1555م، وخلال القرن التالي توسع ليضم القلعة، وسجنًا، وحمامات عُثمانية. في مارس 2019 أعلنت الهيئة العامة للسياحة والتراث الوطني انتهاء مراحل الترميم في جميع أجزاء ومرافق القصر، والتي شملت إعادة بناء الأجزاء المتساقطة، إضافة إلى الأعمال الجصية لمرافق القصر، مع دهن المباني حسب المواصفات المناسبة للموقع التاريخي، وتسوية الساحة المقابلة للقصر وتأهيلها لتكون مقراً لإقامة الفعاليات والمهرجانات السياحية.

## التسمية
اختَلَفت الروايات حول تَسمية القصر بقصر إبراهيم، حيثُ يُرجِعُ البعض التَّسمية للقائد العُثماني إبراهيم باشا في فترة حُكم الدولة العثمانية للأحساء. ويَرى البعض أن هذا الاسم أُطلق على القصر خِلال القرن الرابع عشر الهجري ومنهم من قالَ أنَّ تسمية القصر بإبراهيم نسبةً إلى قائد الجُند العثماني الذي حوله في فترة من الفترات إلى مقر للحامية بدلًا مِن قصر صاهود بالمبرز، وهُناك روايةٌ أُخرى تَقول أنَّ إبراهيم بن عفيصان هُوَ من بنى القَصر.

## وصف القصر

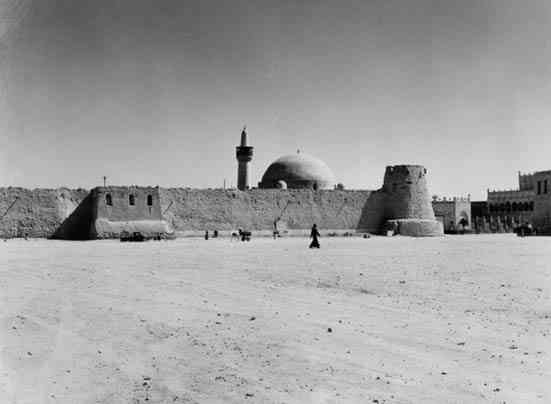
قصر إبراهيم

يغطي قصر إبراهيم مساحة قدرها 16500 متر مربع، وتدمج بين البناء الإسلامي والعسكري والتصميمات المعمارية الخاصة بمحافظة الأحساء، التي تتضح في تصميم الأقواس والقباب والزخارف الموجودة فيه، ويعطيها بناؤها الضخم، ومشارفها العلوية تأثير القلاع النموذجية.
ويتكون طراز القصر المعماري من طرازين هما:
- الطراز الديني: هناك الأقواس شبه المستديرة والقباب الإسلامية بارزة في القصر ومحراب المسجد والتي يسود استعمالها في تركيا. وبالنسبة للمأذنة فهي في شكل المسلة السائدة في الأشكال التركية مع كونه من الخشب، وبعد أن دخلت الأحساء تحت حكم الملك عبد العزيز آل سعود عام 1331هـ أضاف الملك عبد العزيز للقصر طرازا آخرا بخلاف الطراز الذي بُني عليه، يظهر في الأقواس شبه المستديرة والقباب الإسلامية.
- الطراز العسكري: وهذا يتمثل في الأبراج الضخمة التي تحيط بالقصر بالإضافة إلى ثكنات الجنود السكنية التي تمثل شرق القصر واسطبلات الخيول.

وتم الاعتماد في بناء القصر على المواد المحلية، حيث بُنيت جدرانه من الطين المخلوط بالقش والأسقف من جذوع النخيل والشندل والحجارة. ويوجد في القصر مسجد يضم القباب بجانب السور الرئيسي، وبداخله حمام يأخذ شكل قبة في الزاوية المقابلة للمحراب، ومئذنة عالية يتم الوصول إليها عبر سلم حلزوني شُيّد من الحجر وفي أعلاها استراحة المؤذن.
أما شكل القصر العام فهو مربع أو مستطيل الشكل نسبياً مع سور طويل وابراج في الزوايا، وأحياناً في نقاط متوسطة، أما الأبراج فهي مستديرة الشكل بصفة عامة وملتصقة مع هيكل السور، والأسوار بها متاريس مع حواجز عالية للحماية وسقوف الأبراج أيضاً بها حواجز عالية وهي مستديرة مثل حواجز السور مع وجود فتحات لإطلاق النار، وهناك مجموعات متنوعة من الفتحات لأغراض المراقبة، وتعتبر الردهة من أشكال التصميم المميزة وهي عبارة عن فتحة مغطاة بجزء بارز من المبنى ومنها يمكن للجنود النظر إلى أسفل السور.

## بناء القصر
يرجع تاريخ بناء قصر ابراهيم لسنة 963 هـ/1555م إلى بدايات عصر الدولة الجبرية التي حكمت شرق المملكة العربية السعودية و البحرين وأجزاء من الإمارات وسلطنة عمان بدأ من سنة 820 هـ / 1417 م .

## أهم أجزاء القصر

### مدخل القصر
تتقدمه غرفة أرضية كانت مخصصة للحراسة، ويوجد في الأعلى منها غرفة أخرى يُصعد إليها عن طريق درج البئر، وهيأها موقعها للإشراف على مدخل القصر ومراقبة الدخول إليه والخروج منه، وقد شيد مدخل القصر بطريق المدخل المكسور، ويقع في منتصف الجدارالغربي للسور.

### مسجد القبة
يقع في الجهة الجنوبية الغربية من القصر، وقد بناه علي باشا حاكم الأحساء بين عامي( 279-979هـ)، ويتميز بمئذنته الشاهقة التي يُصعد إليها من بدرج حلزوني بُني بالحجارة، يصل إلى أعلاها عند استراحة المؤذن والمزينة بستائر خشبية، ويتميز المسجد أيضًا بقبته الضخمة والتي روعي في بنائها النواحي الهندسية بما يكفل توزيع الأحمال وتردد الصوت والإضاءة، عبر النوافذ الجصية ذات الزخارف الإسلامية، كما زين المحراب بالزخارف الهندسية. ويحيط بالمسجد من الجهتين الشمالية والجنوبية رواقان ويوجد في أعلاهما قباب عدة دائرية الشكل، وفي الجهة الشرقية رواق آخر يظلل مدخل المسجد الرئيسي، ويليه على الناحية الشرقية محراب تؤدى فيه الصلاة خلال الصيف.

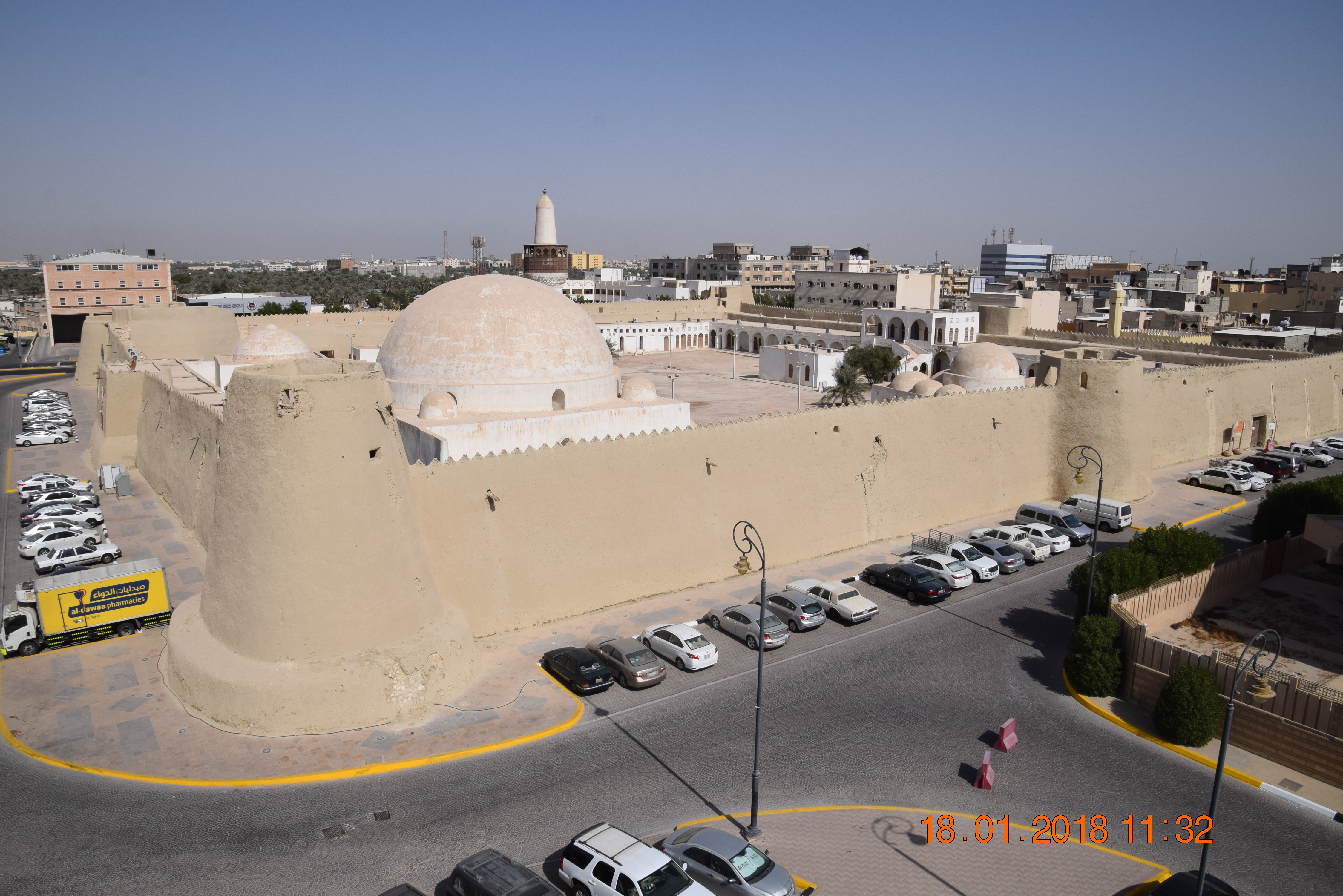
قصر ابراهيم

### مقصورة القيادة
تقع إلى الشرق من القصر في منتصف جداره الشرقي، وتتكون المقصورة من أربع غرف، اثنتان في الأسفل واثنتان في الأعلى، ويُصعد إليهما بدرجين أحدهما للصعود والآخر للنزول، وبين كل غرفتين رواق الاستقبال، وتتميز المقصورة بموقعها الاستراتيجي؛ إذ تشرف من خلاله على أجزاء القصر كافة.

### ثكنات الجنود
تمتد في جنوبي القصر وإلى الشمال من مقصورة القيادة، وتتألف من عنابر طويلة مفتوحة روعي فيها أهمية توفير الإضاءة والتهوية من خلال الجدار الشرقي للسور، وكذلك الحال في الجدران الغربية للعنابر؛ إذ فتحت أبواب عدة على جانب كل منها نافذة توجت بأقواس خشبية مزينة بمثلثات زجاجية ملونة يليها ثلاث نوافذ غائرة، وتتقدم العنابر أروقة متوجة بأقواس نصف دائرية.

### حمام البخار
مبنى مربع الشكل مسقوف بقبة دائرية كبيرة، وسار العمل فيه على نهج حمامات البخار الإسلامية حيث البركة الرئيسية ويحيط بها الأروقة المدببة، ويُجلب إليها الماء من بئر القصر عبر قنوات من الفخار بعد أن يتم تسخين الماء في أحواض مخصصة لذلك ثم ينقل الماء إلى مبنى الحمام الرئيسي. ويُعتقد أن الجزء المتبقي هو الغرفة الباردة بينما تم إزالة الغرفتين الدافئة والحارة.

### بئر القصر
يقع البئر في منتصف الجدار الغربي بين المدخل الرئيسي جنوبًا وجناح الخدمة شمالاً، ويتراوح عمق البئر من 15-20م، وقد شيد عليه في فترة لاحقة(صدر)؛ لرفع المياه، وشيد شمال البئر خزان ماء له فتحتان من الشمال خصصت للوضوء(بلابيل)، وترد إليه المياه عن طريق قناة من البئر. ونظرًا لأهمية البئر فقد أقيم بجواره برج للحراسة يصعد إليه بدرج.

### جناح الخدمة
ويقع على امتداد السور الغربي للقصر من الجهة الشمالية، وخصص هذا الجناح لإعداد الطعام للجند، فتم تجهيزه بأفران عدة للطبخ أو الخَبز.

### جناح غرف نوم الضباط
ويقع جنوب المدخل الرئيسي وشمال المسجد، ويتكون من خمس غرف صغيرة بطول 4م وعرض 2.5م تطل جميعها على رواق تتقدمه استراحة تتضمن دكة لجلوس الطلاب، شيدت فيها مصاطب بطوب اللبن للنوم، ويوجد في أعلاها كوة مستطيلة مخصصة لوضع حاجيات الضباط.

### اسطبلات الخيل
شيدت خصيصًا لعدد محدود من خيل الضباط بينما وُضعت باقي خيول الجند في براحة الخيل غرب القصر من الخارج، وجهزت اسطبلات الخيل بأماكن لشرب وأكل الخيول، وتتألف الاسطبلات من من غرف مستطيلة تمتد من الشرق إلى الغرب، ولها أبواب ترتفع إلى مستوى السقف؛ كي يتمكن الفارس من الدخول إليها، وهو يمتطي الخيل.

### القبو (مستودع الذخيرة)
عبارة عن غرفة مربعة الشكل بنيت أسفل الأرض ويتم النزول إليها عبر درج على شكل نصف مربع، وبنيت فوق الغرفة صبة صغيرة، وشيد جنوبها غرفة المراقبة التي يحدها من الجهة الشمالية رواق يظلل مدخل غرفة المراقبة وفتحة النزول إلى القبو، كما يحدها من الجهتين الشرقية والغربية رواقان بني فيهما مصاطب من جذوع النخل؛ لحشو ودك البنادق وتعميرها، وتتوج الأروقة الثلاثة أقواس مدببة يتوسط كل جهة قوس ذو مقرنصات مدببة صغيرة أكسبتها مظهرًا جماليًا.

### الأبراج
ويبلغ عددها ثمانية، يتميز برج المدخل الرئيسي عن بقية الأبراج بشكله المستطيل، بينما تتميز الأبراج الأربعة الواقعة في أركان القصر بمزيج بين الشكل المستطيل والدائري، أما الأبراج الثلاثة الأواسط، فتميزت بشكلها نصف المستدير، وتميز البرج الشمالي الغربي بقوة بنائه؛ حتى يتحمل ثقل المدفع الذي كان منصوبًا عليه. كانت الأبراج تستخدم لأغراض المراقبة والحماية وإطلاق النار على المعتدي، ويصل بينها طريق عريض فوق السور الذي تتخلله أيضًا فتحات لإطلاق النار.

### غرفة الاتصالات
وهي آخر المباني المبنية في القصر، وقد أنشئت في عهد الملك عبدالعزيز؛ إذ وضع فيها أقدم تلكس وصل إلى الساحل الشرقي باعتبار موقعه الحيوي الهام حيث كان قصر إبراهيم مقرًا للعساكر والاتصالات الإدارية في تلك الجهة.

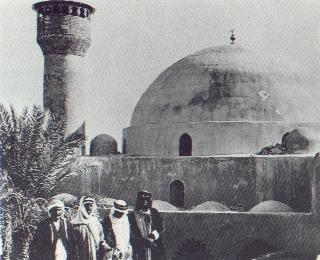
صورة قديمة للقصر

## مراحل الترميم التي مر بها القصر
- في عام 1288هـ قدمت لجنة مهندسين، واصحبوا أحمد مدحت باشا الصدر الأعظم رئيس الوزارة، وبعد حيرتهم في طريقة الترميم أستدعوا أشهر البنائيين المحليين ويدعى أحمد العبد السلام حيث أوضح لهم الطريقة الممكنة للعمل من خلال عمل سلالم من جذوع النخل

على أن تبدأ أعمال الترميم من أعلى إلى اسفل بحيث يتم فتح السلالم بعد الانتهاء من أحد الأجزاء العلوية بشكل تدريجي.
- في عام 1353هـ تم فتح البوابة الجنوبية لإدخال جهاز البرقية الذي تم تشغيله في عهد الملك عبد العزيز.
- في عام 1370هـ وبعد الانتهاء من بناء قصر السراج الذي يجاوره من الجهة الجنوبية أمر الأمير سعود بن عبد الله بن جلوي أمهر البناء وهو عبد اللطيف بن أحمد العرادي رحمهُ الله لتنفيذ أعمال الترميم بقصر إبراهيم، ثم أعقبها مرحلة أخرى لترميم مأذنة وقبة المسجد وباقي اجزاءه بواسطة أحد أمهر البنائين المحليين سعد السلطان رحمهُ الله.
- في تاريخ 19/ 4/ 1397هـ تم البدء في ترميم قبة المسجد وبعض اجزاءه مقاولة إدارة الآثار بوزارة المعارف بإشراف/ سعود بن عبد العزيز التميمي.
- في تاريخ 27/ 1/ 1409هـ تم إحاطة القصر بأرصفة خارجية تنفيذ بلدية الاحساء.
- في تاريخ 27/ 7/ 1413هـ تم البدء في ترميم المقصورة الرئيسية مقاولة مؤسسة ناجي بوسرور.
- في تاريخ 3/ 5/ 1415هـ تم البدء في ترميم السور الجنوبي من الداخل والمدخل الجنوبي مقاولة مؤسسة القارات الخمس.
- في تاريخ 1/ 11/ 1417هـ تم البدء في ترميم جدار السور الجنوبي شرق البوابة الجنوبية من الخارج مقاولة مؤسسة ناجي بوسرور.
- في تاريخ 14/ 9/ 1420هـ تم البدء في أعمال الترميم الشاملة للقصر مقاولة مؤسسة بازي للترميم.[11]
- في عام 1440هـ تم الانتهاء من إعادة ترميم وتأهيل القصر.

## موقع اليونيسكو
في عام 2018، أصبَحت واحة الأحساء خَامِس موقع سعودي يُسجَّل في قائمة اليونسكو للتراث العالمِي. يُعتَبَرُ قصر إبراهيم واحدًا مِن بين 12 موقعًا صُنِّفَت موقعًا للتراث العالمي دَاخِل محافظة الأحساء.

## وصلات خارجية
- معرض صور قصر إبرهيم